# Nagy Tamás (építész)
Nagy Tamás (Csorna, 1951. június 14. – Budapest, 2020. július 2.) Ybl-díjas építész. Felesége Lovas Ilona képzőművész.

## Életpálya
Középiskolai tanulmányait a győri Hild József Építőipari Technikumban végezte 1964-69-ig. A Budapesti Műszaki Egyetem Építészmérnöki Karán 1975-ben szerzett diplomát. 1975-86-ig a BUVÁTI-ban dolgozott építész tervezőként. A MÉSZ Mesteriskolát 1978 és 80 között végezte el. 1986-89-ig, majd három évig New Yorkban, a Haines Lundberg Waehler Architects irodában dolgozott. Amerikából hazatérve egy évet töltött Makovecz Imre irodájában, a MAKONA-ban. Vincze Lászlóval és Salamin Ferenccel 1990-ben megalapította az AXIS Építésziroda Kft.-t, ahol tíz évig dolgozott, elsősorban egyházi megbízásokon. 1998-ban DLA címet kapott. 2000-ben megnyitotta saját építészirodáját a LINT Építészeti és Művészeti Kft.-t, ahol jelenleg is vezető építész tervezőként dolgozik.
1979-től részt vett a hazai építészoktatásban, a BME Építészmérnöki Karán, majd a Magyar Iparművészeti Főiskolán óraadóként tanított.
2004-től 2014-ig, tíz éven át a Moholy-Nagy Művészeti Egyetem (2006-ig Magyar Iparművészeti Egyetem) építész tanszékének vezetője.
2011-től a MOME főállású egyetemi tanára.

## Válogatott munkák
- 1986 Lakóház és bank, Budapest
- 1989 Könyvtár, Dombegyház
- 1989 Lakóépület, Budapest
- 1992 AB Aegon Biztosító Székház, Szombathely
- 1993 Evangélikus Parókia, Rákospalota, Budapest
- 1994 Bohus ház, Budapest
- 1996 Evangélikus templom és parókia, Dunaújváros
- 1997 Evangélikus templom, Sopronnémeti
- 1997 Evangélikus Gimnázium, Aszód
- 1999 Evangélikus templom, Balatonboglár
- 2001 Az aszódi Evangélikus Gimnázium tornacsarnoka
- 2003 Hungarocontrol Székház, Budapest
- 2003 Lovas ház, Budapest
- 2004 Bocskai úti aluljáró, Budapest
- 2007 Római katolikus templom, Gödöllő
- 2011 Kortárs Építészet Pannonhalmán kiállítási installáció, Pannonhalma
- 2015 Zarándokközpont Szentkúton, Mátraverebély – Szentkút
- 2016 1956-os emlékmű, New York
- 2016 Lovas-Nagy ház, Zebegény
- 2017 Evangélikus Általános Iskola, Aszód

## Galéria

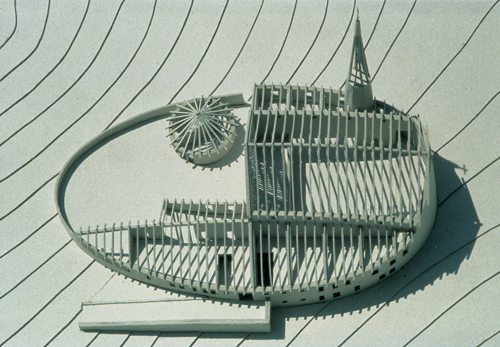
Evangélikus templom, Dunaújváros (makett)
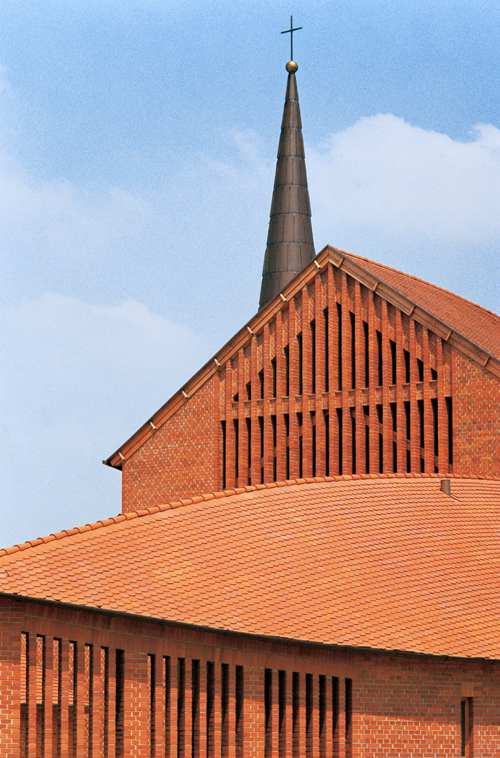
Evangélikus templom, Dunaújváros
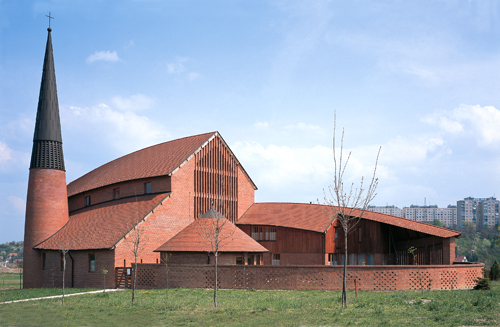
Evangélikus templom, Dunaújváros
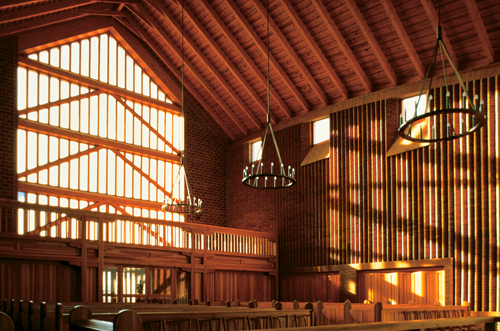
Evangélikus templom, Dunaújváros
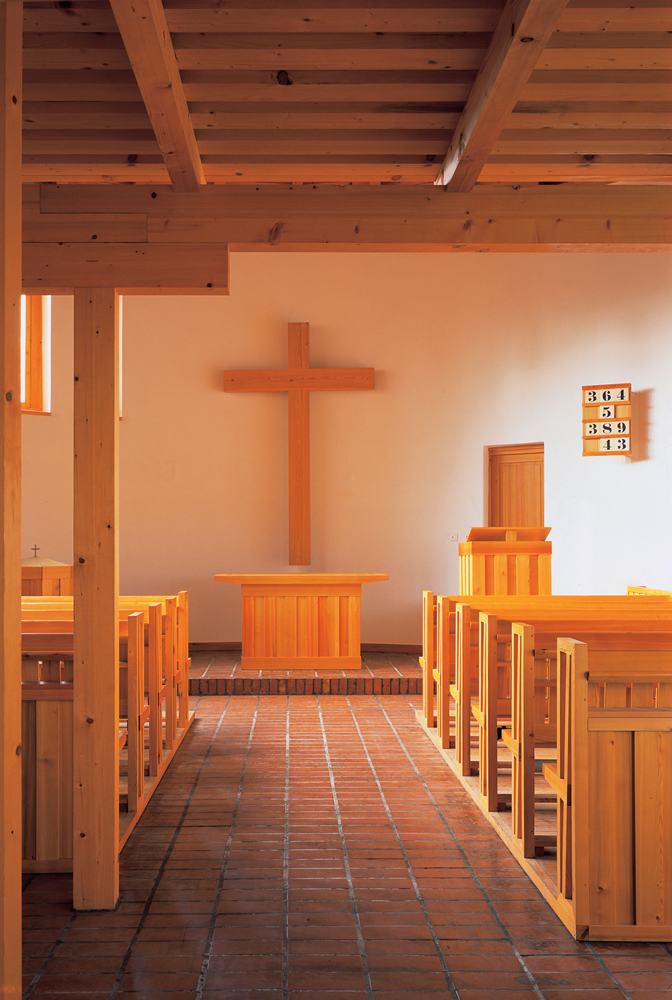
Evangélikus templom, Sopronnémeti
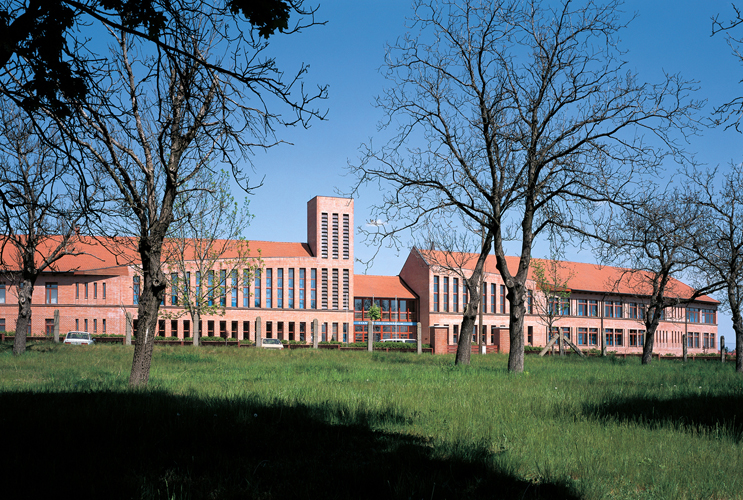
Evangélikus Gimnázium, Aszód
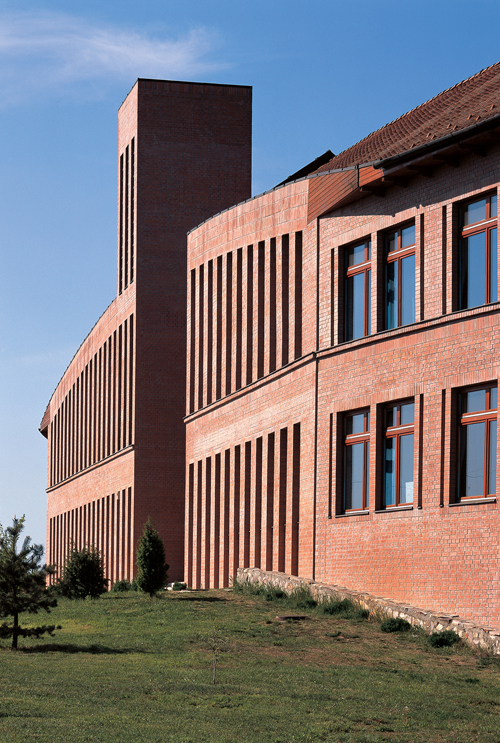
Evangélikus Gimnázium, Aszód
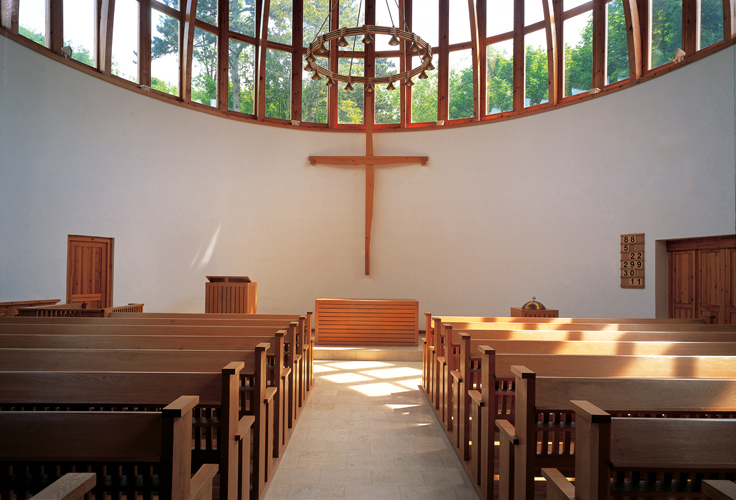
Evangélikus templom, Balatonboglár
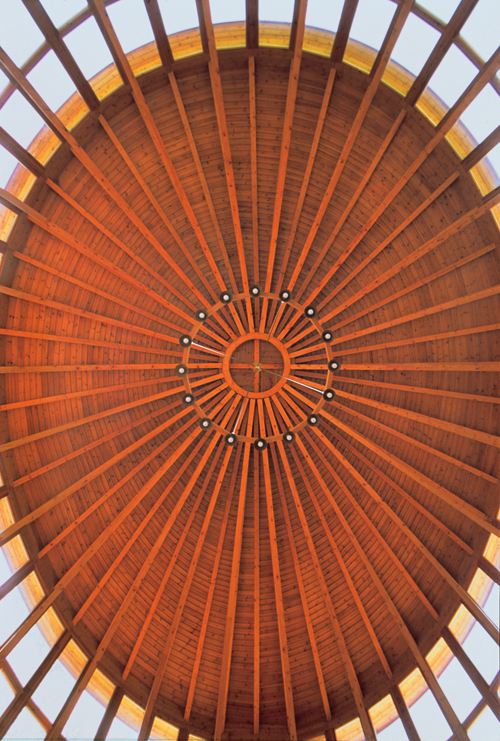
Evangélikus templom, Balatonboglár
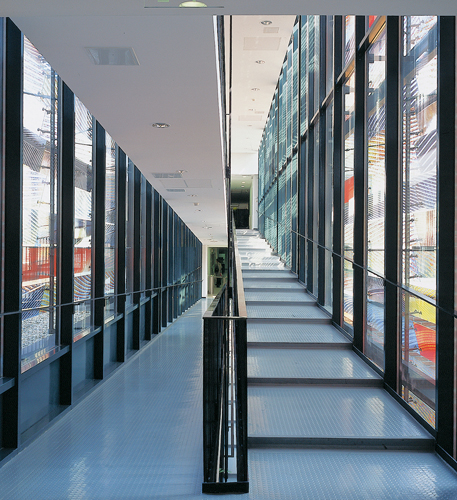
Hungarocontrol Székház, Budapest
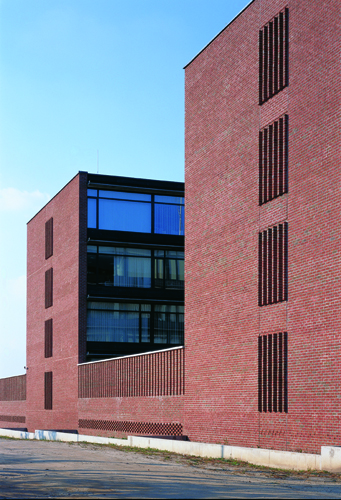
Hungarocontrol Székház, Budapest
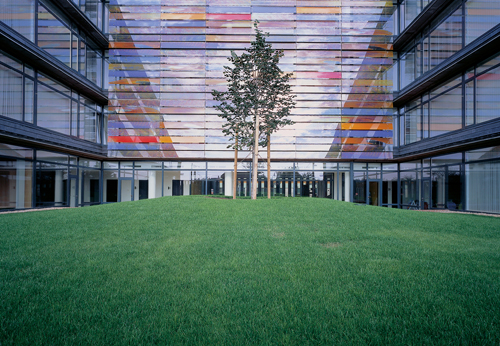
Hungarocontrol Székház, Budapest
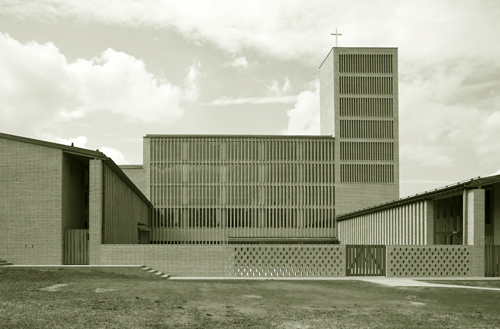
Római katolikus templom, Gödöllő
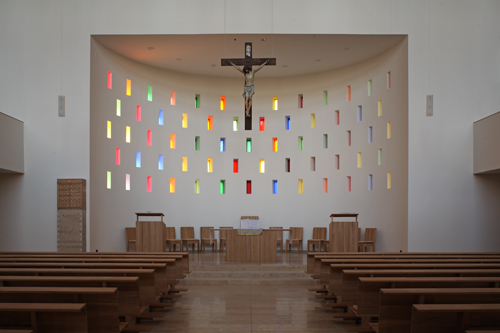
Római katolikus templom, Gödöllő
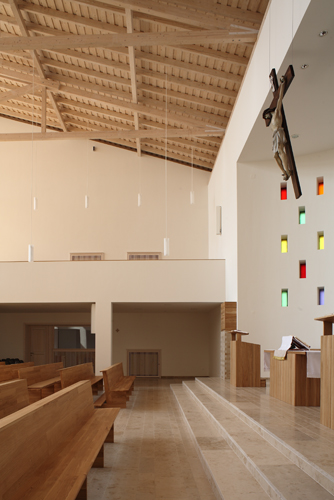
Római katolikus templom, Gödöllő
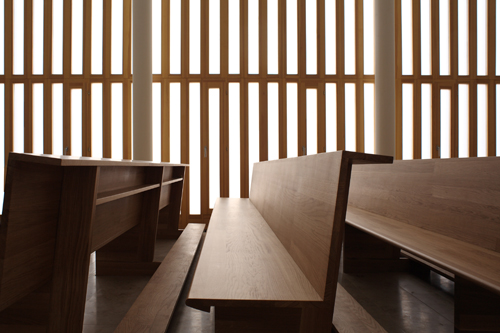
Római katolikus templom, Gödöllő

## Publikációk, folyóiratok
- Magyar Iparművészet 1994/6
- Balkon 1994/9
- Átrium 1996/6
- Alaprajz 1997/11-12
- Ökotáj 1997/16-17
- Octogon 1998/2
- Domus (I) 1998/5
- Alaprajz 1998/7
- Zlaty Rez (CZ) 1998/18
- Magyar Építőművészet 1999/1
- Magyar Építőművészet 1999/ 3-4
- Costruire in Laterizio (I) 1999/5
- Octogon 1999/6
- World Architecture (UK) 1999/10
- World Architecture (UK) 1999/11
- 7. velencei biennále Katalógus /Less Aesthetics More Ethics/ 2000
- Magyar Építőművészet 2000/1
- Magyar Iparművészet 2000/4
- Ideales Heim (CH) 2000/5
- Műértő 2000/6
- Costruire in Laterizio (I) 2000/9
- Octogon 2001/2
- Alaprajz 2001/9
- 8. velencei biennále Katalógus /Next/ 2002
- Praesens 2002/2
- Magyar Építőművészet 2002/4
- Új Művészet 2002/12
- Arhitektura (HR) 2003/1
- Praesens 2003/3
- Magyar Építőművészet 2003/6
- Műértő 2004/1
- Octogon 2004/2
- Era 21 (CZ) 2004/4
- Magyar Építőművészet 2005/1
- Magyar Építőművészet 2005/2
- Alaprajz 2005/1
- Octogon 2005/2
- Műértő 2005/5
- Magyar Építőművészet 2006/5
- Octogon 2007/4
- Magyar Építőművészet 2007/5
- Octogon 2007/5
- Magyar Építőművészet 2008/1
- Alaprajz 2008/3
- Architektur (A) 2009/2
- Országépítő 2009/4
- Magyar Építőművészet 2010/5
- 12. velencei biennále katalógus/People meet on architecture 2010
- FRAME 2012 June
- Metszet 2013/3
- Archdaily / Roman Cathholic Church, Gödöllő 2014/May 10
- Árkád 2015 okt.
- Octogon 2015/6
- Magyar Építőművészet 2015/08
- Archdaily / Szentkút Pilgrim Center 2015/oct 28.
- Építészfórum / Szentkúti Zarándokközpont / 2015 nov.
- PRAE.hu / 2016.02.18.
- Metszet / 2016.január/február
- Das Münster (D)  2016 /1
- Designisso / 2017 július
- Műértő / 2017 július
- ARCH 7-8 / 2017

## Publikációk, könyvek
- Toto Shuppan: 581 Architects in the World, Atsushi Publisher, Tokyo, 1995
- Jeffrey Cook: Seeking Structure from Nature, Birkhäuser Publisher, Basel-Berlin-Boston, 1996
- Vargha Mihály: Magyar Építészet 1989-1999, Gyorsjelentés kiadó, Budapest, 1999
- Bojár Iván András: Téglaépítészet Magyarországon, Vertigo kiadó, Budapest, 2002
- Szegő György, Haba Péter: 111 terv –111 híres ház, B+V kiadó, Budapest, 2003
- Lőrinczi Zsuzsa: Építészeti Kalauz, Magyarország építészete a XX. században, 6 Bt kiadó, Budapest, 2003
- Wolfgang Jean Stock: Christian Sacred Buildings in Europe since 1950, Prestel Publisher, München, 2004
- BRICK 04, Callway Publisher, München, 2004
- Borvendég Béla: Architecture Quo Vadis, Terc kiadó, Budapest, 2005
- Krähling János – Vukoszávlyev Zorán: Új evangélikus templomok, Luther kiadó, Budapest, 2008
- Rudolf Stegers: Sacred Buildings, Birkhäuser Publisher, Basel-Boston-Berlin, 2008
- Csontos / Csontos: Tizenkét Kőműves, Terc kiadó, Budapest, 2009
- Pannon enciklopédia : A magyar építészet története : Kitekintéssel a Kárpát-medence egészére. Főszerk. Deák Zoltán. Budapest: Urbis. 2009. ISBN 978-963-9706-36-1
- Bellák – Mikó – Jernyei – Keserű – Szakács: Magyar Művészet, Corvina kiadó, Budapest, 2009
- Architecture V4, Kant Publisher, Prága, 2009
- Deák Zoltán: Pannon Enciklopédia, A magyar építészet története, Urbis Könyvkiadó, Budapest, 2009
- Budapesti Kortárs Építészeti Kalauz / 1992-2012
- Nagy Tamás: Munkák és Inspirációk, Terc Kiadó, Budapest, 2017
- MIES AWARD' 2017, Barcelona, 2017
- Magyar Építészet 3, Kossuth Kiadó, 2017

## Kiállítások
- 1991 velencei biennále
- 1994 Budapest Galéria Lajos utcai kiállítóterme /Vincze Lászlóval és Salamin Ferenccel/
- 1998 BAUSTELLE: UNGARN Akademie der Künste Berlin
- 1999 Sárospataki Református Templom /Lovas Ilonával/, UIA Kongresszus Peking
- 2000 Neuere Ungarische Architektur ETH Zürich, velencei biennále
- 2001 Architektur Galerie Stuttgart, Konstakademien Stockholm, MEO Budapest, AIA Convention Budapest
- 2002 velencei biennále, Millenniumi Építészeti Kiállítás / 1001 év 1001 nap/ Millenáris Budapest, N & n Galéria Budapest
- 2003 Pannonhalmi Apátság Galériája, Budapest Galéria, Fekete Ház Szeged, Megyei Könyvtár Kecskemét, KÖZBEN Műcsarnok
- 2004 BRICK 04 Hofburg Bécs
- 2006 Szárhegyi Művésztelep Gyergyószárhegy Erdély
- 2007 Vízivárosi Galéria Budapest /Lovas Ilonával/
- 2009 Magyar Élő Építészet Iparművészeti Múzeum, A mindenség modellje MODEM Debrecen, Architecture V4 MÉSZ Budapest
- 2010 XII. velencei biennále Nemzetközi Építészeti Kiállítás People meet on architecture/Borderline Architecture Velence, Kortárs Magyar Építészet MOCA Shanghai
- 2011 10,000 ARCHITECTS, TOKIO
- 2012 Trafikkör, Dabas
- 2014 100% Kreativitás, Műcsarnok, XIV. Velencei Biennálé Nemzetközi Építészeti kiállítás / Biennale Sessions

## Díjak, elismerések
- Ybl Miklós-díj (1992)
- Csonka Pál-díj (2002)
- Prima díj (2010)
- Kotsis Iván díj (2016)